# Striden vid Elimä
Striden vid Elimä var en strid under finska kriget 1808–1809. Striden stod mellan svenska och ryska styrkor den 21 februari 1808 i Elimä, vid Peippola gård.

## Slaget
Samma dag som kriget inleddes nådde en rysk kolonn Elimä. Där befann sig en liten avdelning ifrån Nylands infanteriregemente under befäl av majoren Gustaf Adolf Arnkihl som patrullerade de vägar som ledde till gränsen. Major Arnkihl uppehöll de ryska styrkorna medan förråden blev undanskaffade fram till runt klockan 11:00 på natten då han, i och med sina till antalet få trupper, verkställde en reträtt till Kimböle. Dagen därefter erhöll major Arnkihl 100 man ifrån Åbo läns infanteriregemente efter vilket han förflyttade sina trupper norrut till samma regementes ställning vid Artsjö.